# Speyeria skinneri
Speyeria skinneri är en fjärilsart som beskrevs av Holland 1931. Speyeria skinneri ingår i släktet Speyeria och familjen praktfjärilar. Inga underarter finns listade i Catalogue of Life.